# Star-Wars-Rollenspiele

Klassisches Star-Wars-Logo

Star-Wars-Rollenspiele sind Pen-&-Paper-Rollenspiele oder Computer-Rollenspiele (Näheres zu diesen unter Star-Wars-Videospiele), deren Handlungen im fiktiven Star-Wars-Universum angesetzt sind.

## Pen-&-Paper-Spiele

### Ausgabe von West End Games
Star Wars von West End Games (WEG) erschien zum zehnjährigen Jubiläum von Krieg der Sterne im Jahr 1987. Es war konzipiert von Greg Costikyan und überlebte zehn Jahre (1987–1997). In über einhundert Quellenbüchern und Abenteuern wurde das (ohnehin sehr umfangreiche) Star-Wars-Universum erheblich erweitert und vertieft. Bemerkenswert ist, dass diese Bücher nicht nur von Rollenspielern gekauft wurden, sondern auch von einer Vielzahl Star-Wars-Fans, die sehr an den darin enthaltenen, sehr detaillierten Informationen über Raumschiffe, Charaktere etc. interessiert waren. Auch Autoren der Star-Wars-Romane nutzten die Rollenspiel-Werke als Referenz.
Das Regelsystem basierte ausschließlich auf sechsseitigen Würfeln. Neben Hauptattributen schlossen sich Fertigkeiten an. Erfolgsproben wurden gegen einen abstrakten Schwierigkeitsgrad gewürfelt. Insgesamt handelte es sich um ein einfaches, schnelles und heroisches System. Heldenhafte Aktionen konnte man mit sogenannten Force Points ausführen. Verwendete ein Spieler diese für böse Taten, konnte sein Charakter zur Dunklen Seite der Macht wechseln und wurde so zum Nicht-Spieler-Charakter.
Von Welt der Spiele wurden einige wenige der Bücher ins Deutsche übersetzt. 1997 wurde das Rollenspiel durch den Bankrott von West End Games eingestellt.

### Ausgabe bei Wizard of the Coast
Im Jahr 1999 erhielt Wizards of the Coast (WotC) die Lizenz für die Entwicklung eines neuen Star-Wars-Rollenspielsystems, das sie auf der Grundlage ihres d20-System entwickelten. Neben vielen neuen Autoren konnten auch einige der alten Entwickler gewonnen werden, die schon an den Büchern von West End Games mitwirkten.
Konzipiert wurde es von Bill Slavicsek, Andy Collins und JD Wiker. Nach der Veröffentlichung des Core Rulebook im Herbst 2000 erscheinen stetig neue Erweiterungen und Quellenbücher.
Am 5. Juni 2007 wurden die bisherigen Regeln des d20-Systems mit Erscheinen der Saga Edition abgewandelt und zum Teil stark vereinfacht. Es erfolgte zudem eine Aktualisierung auf alle sechs Kinofilme.
Zeitweise wurde auch eine eigene Zeitschrift namens Star Wars Gamer herausgegeben, die sich hauptsächlich mit dem Rollenspielsystem beschäftigte, aber nach nur zehn Ausgaben eingestellt wurde. Neben Quellenbüchern und Abenteuern veröffentlichen WotC in regelmäßigen Abständen auf ihrer Website kostenlos neue Abenteuer und Informationen.
Mit dem Auslaufen der Lizenz im Mai 2010 stellte Wizards of the Coast seine Star-Wars-Produktlinie (Rollen- und Miniaturenspiel) ein.
Deutsche Übersetzungen der Rollenspielbücher von WotC wurden nicht hergestellt und sind aufgrund der abgelaufenen Lizenz sehr unwahrscheinlich.

### Ausgabe von Fantasy Flight Games
Im August 2011 veröffentlichte Fantasy Flight Games (FFG) eine Pressemeldung. FFG ist nun im Besitz einer Lizenz für Miniaturenspiele, Kartenspiele und Rollenspiele im Star-Wars-Universum. Für 2012 ist mit X-Wing ein Miniaturenspiel und mit Star Wars - The Card Game ein erweiterbares Kartenspiel angekündigt. 2012 kündigte FFG an, dass es zu Star Wars 3 Regelsysteme geben soll.
Edge of the Empire
Das erste, Edge of the Empire (deutsch: Am Rande des Imperiums), befasst sich mit den Grenzen der Galaxie und deren Bewohnern. Das englische Regelwerk erschien Mitte 2013, das deutsche erschien im Juni 2014.
Age of Rebellion
Der zweite Ableger des Rollenspiels (deutsch: Zeitalter der Rebellion) befasst sich mit der Rebellion gegen das galaktische Imperium und man übernimmt die Rolle eines Rebellen. Das Beginner-Set erschien 2014.
Force and Destiny
Der dritte Ableger (deutsch: Macht und Schicksal) befasst sich mit den Jedi und der Macht innerhalb der Rebellions-Ära.
The Force Awakens
2016 erschien ein Einsteigerset (deutsch: Das Erwachen der Macht), etwa ein Dreivierteljahr nach Erscheinen des gleichnamigen Star-Wars-Kinofilms. Hierbei wurde kein neues Regelwerk eingeführt; stattdessen vermittelt das Set einen Einstieg in die drei bereits existierenden Regelwerke.
Die deutsche Ausgabe der Rollenspiele erschien zunächst beim Heidelberger Spieleverlag, wechselte aber 2015 zu Ulisses Spiele.

## Computerspiele
- Star Wars: Knights of the Old Republic (Xbox, PC) (von BioWare)
- Star Wars: Knights of the Old Republic II: The Sith Lords (Xbox, PC) (von Obsidian Entertainment)

### MMORPGs
- Star Wars Galaxies (PC) (von LucasArts)
  - Star Wars: Galaxies: Jump to Lightspeed – Expansion
  - Star Wars Galaxies: Episode III Rage of the Wookiees – Expansion
  - Star Wars Galaxies: Trials of Obi-Wan – Expansion
- Star Wars: The Old Republic (PC) (von BioWare)

## Inoffizielle Rollenspielsysteme im Star Wars Universum
Neben den offiziellen Rollenspielen existieren verschiedene von Fangruppen erstellte Star-Wars-Rollenspielsysteme. Im Internet gibt es darüber hinaus eine Vielzahl auf dem Star-Wars-Universum basierender Chat- und Foren-Rollenspiele.